# Казико, Ольга Георгиевна
О́льга Гео́ргиевна Ка́зико (12 (25) апреля 1900 — 5 ноября 1963, Ленинград) — русская советская актриса. Народная артистка РСФСР (1956).

## Биография
Ольга Казико в 1922 году окончила в Петрограде Школу русской драмы, класс Л. С. Вивьена, и в том же году дебютировала на сцене Школы-студии при Академическом театре драмы. В дальнейшем, до 1927 года, работала в театрах Витебска и Смоленска, в Киевском театре драмы, в Кременчугском театре, недолгое время — в Ленинградском театре «Вольная комедия». Среди ролей — Луиза в драме Ф. Шиллера «Коварство и любовь» и Клариче в комедии К. Гольдони «Слуга двух господ».
В 1927 году Ольга Казико была принята в труппу Ленинградского Большого драматического театра, в котором служила до конца жизни и на протяжении многих лет была одной из ведущих актрис. Среди лучших ролей — образы, созданные в пьесах М. Горького: Шура Булычева («Егор Булычев и другие», «Достигаев и другие»), Елена в «Мещанах», Юлия Филипповна в «Дачниках», Богаевская в «Варварах» и другие.
Преподавала в Ленинградском театральном институте, с 1952 года — доцент, зав. кафедрой «Сценическая речь».

## Творчество

### Театральные работы
Большой драматический театр
- 1927 — «Разлом» Б. Лавренёва; постановка К. К. Тверского,  — Ксения
- 1928 — «Человек с портфелем» А. Файко; постановка К. К. Тверского — Гога
- 1929 — «Заговор чувств» Ю. Олеши; постановка К. К. Тверского — Валя
- 1931 — «Линия огня» Н. Никитина; постановка К. К. Тверского — Мурка
- 1931 — «Патетическая соната» Н. Кулиша; режиссёр К. Тверской — Зинка
- 1932 — «Егор Булычев и другие» М. Горького; постановка К. К. Тверского и В. В. Люце — Шура
- 1933 — «Достигаев и другие» М. Горького; постановка В. В. Люце — Шура
- 1934 — «Интервенция» Л. Славин; постановка В. В. Люце — мадам Ксидиас
- 1934 — «После бала» Н. Погодина; постановка С. А. Морщихина — Маша
- 1935 — «Бесприданница» А. Островского; постановка С. А. Морщихина — Лариса
- 1937 — «Мещане» М. Горького; постановка А. Дикого — Елена
- 1939 — «Дачники» М. Горького; постановка Б. А. Бабочкина — Юлия Суслова
- 1939 — «Волк» Л. Леонова; постановка Б. А. Бабочкина и П. К. Вейсбрёма — Елена
- 1941 — «Волки и овцы» А. Островского; постановка Л. С. Рудника — Глафира
- 1942 — «Хозяйка гостиницы» К. Гольдони — Мирандолина
- 1944 — «На дне» М. Горького; постановка Л. С. Рудника — Настя
- 1944 — «Офицер флота» А. Крона; постановка Л. С. Рудника и И. С. Зонне — Катя
- 1945 — «Сердце не камень» А. Островского; постановка Н. С. Рашевской — Вера Филипповна
- 1946 — «Много шума из ничего» У. Шекспира; постановка И. Ю. Шлепянова — Беатриче
- 1948 — «Враги» М. Горького; постановка Н. С. Рашевской — Татьяна Луговая
- 1950 — «Флаг адмирала» А. Штейна; постановка А. В. Соколова — Екатерина II
- 1951 — «Младший партнёр» А. Первенцева; постановка О. Г. Казико, художник И. Белицкий
- 1951 — «Любовь Яровая» К. Тренёва; постановка И. С. Ефремова — Любовь Яровая
- 1953 — «Строгая девушка» С. Алёшина; постановка О. Г. Казико, Г. Г. Никулина — Ольга Фёдоровна
- 1955 — «Смерть Пазухина» М. Салтыкова-Щедрина; постановка Г. Г. Никулина — Анна Петровна Живоедова
- 1956 — «Обрыв» по И. А. Гончарову; постановка Н. С. Рашевской — Бабушка
- 1957 — «В поисках радости» В. Розова; постановка И. П. Владимирова — Савина
- 1957 — «Идиот» по Ф. М. Достоевскому; постановка Г. А. Товстоногова — генеральша Епанчина
- 1959 — «Варвары» А. М. Горького; постановка Г. А. Товстоногова — Богаевская

### Фильмография
Снялась в трёх кинофильмах:
- 1935 — Крестьяне — Нюша (нет в титрах)
- 1956 — Невеста — Марфа Михайловна
- 1957 — Степан Кольчугин — тётка в поезде